# Turquie au Concours Eurovision de la chanson 2010
La Turquie a participé au Concours Eurovision de la chanson 2010. Elle a été représentée par le groupe de rock turc maNga, qui a interprété sa chanson anglophone We Could Be the Same (Aynı Olabilirdik en turc). TRT a assuré la diffusion de la finale à Oslo. L’entreprise audiovisuelle a annoncé le 12 janvier 2010 son choix concernant le groupe et le 3 mars 2010 celui concernant le titre interprété.
Le groupe a terminé à la deuxième place du concours.